# Olympische Sommerspiele 2020/Leichtathletik – Zehnkampf (Männer)
Der Zehnkampf der Männer bei den Olympischen Spielen 2020 in Tokio wurde am 4. und 5. August 2021 im Nationalstadion ausgetragen.
Olympiasieger wurde der Kanadier Damian Warner. Silber ging an den Franzosen Kevin Mayer. Bronze gewann der Australier Ashley Moloney.

## Aktuelle Titelträger
| Olympiasieger                         | Ashton Eaton ( USA)                        | 8893 Punkte                                | Rio de Janeiro 2016 |
| Weltmeister                           | Niklas Kaul ( Deutschland)                 | 8691 Punkte                                | Doha 2019           |
| Europameister                         | Arthur Abele ( Deutschland)                | 8431 Punkte                                | Berlin 2018         |
| Nord-/Zentralamerika-/Karibik-Meister | Wettbewerb nicht im Meisterschaftsprogramm | Wettbewerb nicht im Meisterschaftsprogramm | Toronto 2018        |
| Südamerikameister                     | Georni Jaramillo ( Venezuela)              | 7784 Punkte                                | Lima 2019           |
| Asienmeister                          | Keisuke Ushiro ( Japan)                    | 7872 Punkte                                | Doha 2019           |
| Afrikameister                         | Larbi Bourrada ( Algerien)                 | 8101 Punkte                                | Asaba 2018          |
| Ozeanienmeister                       | Ashley Moloney ( Australien)               | 8103 Punkte                                | Townsville 2019     |

## Rekorde

### Bestehende Rekorde
| Weltrekord         | Kevin Mayer ( Frankreich)                      | 9126 Punkte | Talence, Frankreich                                 | 16. September 2018                      |
| Olympischer Rekord | Roman Šebrle ( Tschechien) Ashton Eaton ( USA) | 8893 Punkte | OS Athen, Griechenland OS Rio de Janeiro, Brasilien | 23./24. August 2004 17./18. August 2016 |

### Rekordverbesserungen
Im Wettkampf am 4./5. August wurden die drei nachfolgend aufgeführten Rekorde aufgestellt:
- Olympischer Rekord: 9018 Punkte – Damian Warner, Kanada
- Kontinentalrekord (Ozeanienrekord): 8649 Punkte – Ashley Moloney, Australien
- Landesrekord: 9018 Punkte – Damian Warner, Kanada

## Zeitplan
Alle Zeitangaben beziehen sich auf die Ortszeit in Tokio.
| Tag 1: 4. August | 100 m          | 09:00 Uhr                             |
| Tag 1: 4. August | Weitsprung     | 09:55 Uhr                             |
| Tag 1: 4. August | Kugelstoßen    | 11:40 Uhr                             |
| Tag 1: 4. August | Hochsprung     | 18:30 Uhr                             |
| Tag 1: 4. August | 400 m          | 21:30 Uhr                             |
| Tag 2: 5. August | 110 m Hürden   | 09:00 Uhr                             |
| Tag 2: 5. August | Diskuswurf     | 09:50 Uhr Gruppe A 10:55 Uhr Gruppe B |
| Tag 2: 5. August | Stabhochsprung | 12:45 Uhr                             |
| Tag 2: 5. August | Speerwurf      | 19:15 Uhr Gruppe A 20:20 Uhr Gruppe B |
| Tag 2: 5. August | 1500 m         | 21:40 Uhr                             |

## Teilnehmer
| Name                         | Nation      |
| ---------------------------- | ----------- |
| Steven Bastien               | USA         |
| Felipe dos Santos            | Brasilien   |
| Cedric Dubler                | Australien  |
| Johannes Erm                 | Estland     |
| Adam Sebastian Helcelet      | Tschechien  |
| Niklas Kaul                  | Deutschland |
| Kai Kazmirek                 | Deutschland |
| Pierce Lepage                | Kanada      |
| Kevin Mayer                  | Frankreich  |
| Ashley Moloney               | Australien  |
| Martin Roe                   | Norwegen    |
| Garrett Scantling            | USA         |
| Ilja Jurjewitsch Schkurenjow | ROC         |
| Witalij Schuk                | Belarus     |
| Jiří Sýkora                  | Tschechien  |
| Karel Tilga                  | Estland     |
| Maicel Uibo                  | Estland     |
| Jorge Ureña                  | Spanien     |
| Thomas Van Der Plaetsen      | Belgien     |
| Lindon Victor                | Grenada     |
| Damian Warner                | Kanada      |
| Paweł Wiesiołek              | Polen       |
| Zach Ziemek                  | USA         |

## Ergebnisse

### 100 m
| Rang | Lauf | Athlet                       | Nation      | Zeit (s) | Punkte | Anmerkung |
| ---- | ---- | ---------------------------- | ----------- | -------- | ------ | --------- |
| 01   | 3    | Damian Warner                | Kanada      | 10,12    | 1066   | WDB       |
| 02   | 3    | Ashley Moloney               | Australien  | 10,34    | 1013   | PB        |
| 03   | 3    | Pierce Lepage                | Kanada      | 10,43    | 992    |           |
| 04   | 3    | Zach Ziemek                  | USA         | 10,55    | 963    | PB        |
| 05   | 3    | Felipe dos Santos            | Brasilien   | 10,58    | 956    |           |
| 06   | 2    | Jorge Ureña                  | Spanien     | 10,66    | 938    | PB        |
| 07   | 3    | Garrett Scantling            | USA         | 10,67    | 935    |           |
| 07   | 1    | Lindon Victor                | Grenada     | 10,67    | 935    | SB        |
| 09   | 1    | Kevin Mayer                  | Frankreich  | 10,68    | 933    | SB        |
| 10   | 3    | Steven Bastien               | USA         | 10,69    | 931    |           |
| 11   | 3    | Paweł Wiesiołek              | Polen       | 10,83    | 899    |           |
| 12   | 2    | Martin Roe                   | Norwegen    | 10,86    | 892    | SB        |
| 13   | 2    | Cedric Dubler                | Australien  | 10,89    | 885    |           |
| 14   | 2    | Ilja Jurjewitsch Schkurenjow | ROC         | 10,93    | 876    | SB        |
| 15   | 1    | Johannes Erm                 | Estland     | 11,04    | 852    | SB        |
| 15   | 2    | Witalij Schuk                | Belarus     | 11,04    | 852    |           |
| 17   | 1    | Thomas Van Der Plaetsen      | Belgien     | 11,05    | 850    | SB        |
| 18   | 1    | Adam Sebastian Helcelet      | Tschechien  | 11,06    | 847    | SB        |
| 19   | 2    | Kai Kazmirek                 | Deutschland | 11,09    | 841    |           |
| 20   | 2    | Jiří Sýkora                  | Tschechien  | 11,18    | 821    |           |
| 21   | 1    | Niklas Kaul                  | Deutschland | 11,22    | 812    | SB        |
| 22   | 2    | Karel Tilga                  | Estland     | 11,31    | 793    |           |
| 23   | 1    | Maicel Uibo                  | Estland     | 11,32    | 791    | SB        |

### Weitsprung

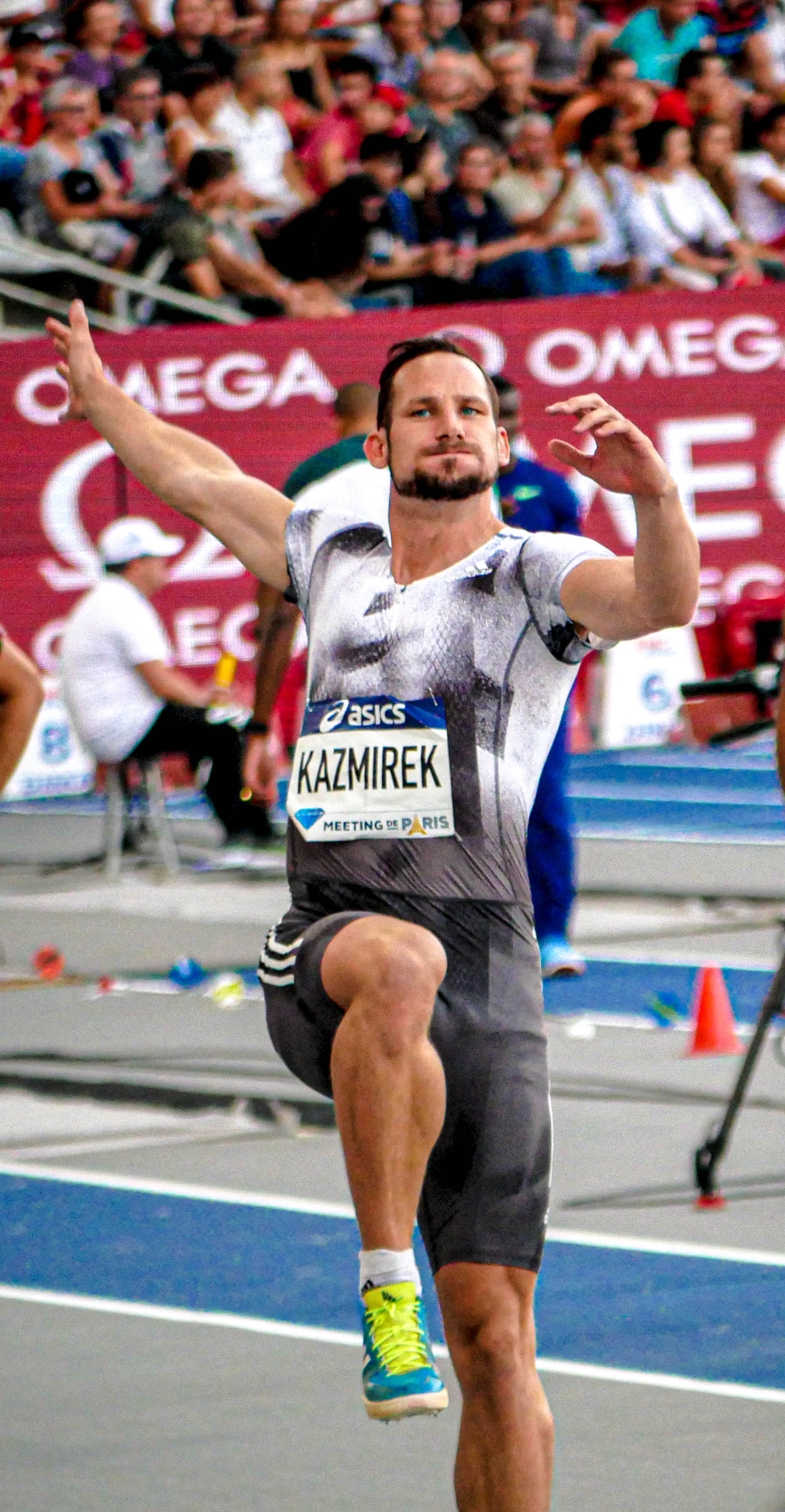
Kai Kazmirek – sechstbeste Leistung im Weitsprung, Gesamtrang vierzehn

| Rang | Gruppe | Athlet                       | Nation      | Weite (m) | Punkte | Anmerkung | Ges.-Pkte. |
| ---- | ------ | ---------------------------- | ----------- | --------- | ------ | --------- | ---------- |
| 01   | B      | Damian Warner                | Kanada      | 8,24      | 1123   | ODB       | 2189       |
| 02   | A      | Pierce Lepage                | Kanada      | 7,65      | 972    | SB        | 1964       |
| 03   | B      | Ashley Moloney               | Australien  | 7,64      | 970    |           | 1983       |
| 04   | B      | Ilja Jurjewitsch Schkurenjow | ROC         | 7,59      | 957    | SB        | 1833       |
| 05   | A      | Kevin Mayer                  | Frankreich  | 7,50      | 935    | SB        | 1868       |
| 06   | A      | Kai Kazmirek                 | Deutschland | 7,48      | 930    | SB        | 1771       |
| 07   | B      | Steven Bastien               | USA         | 7,39      | 908    |           | 1839       |
| 08   | A      | Felipe dos Santos            | Brasilien   | 7,38      | 905    | SB        | 1861       |
| 09   | A      | Maicel Uibo                  | Estland     | 7,37      | 903    | SB        | 1694       |
| 10   | B      | Cedric Dubler                | Australien  | 7,36      | 900    |           | 1785       |
| 10   | A      | Niklas Kaul                  | Deutschland | 7,36      | 900    | PB        | 1712       |
| 10   | A      | Johannes Erm                 | Estland     | 7,36      | 900    | SB        | 1752       |
| 13   | B      | Jorge Ureña                  | Spanien     | 7,30      | 886    |           | 1824       |
| 13   | B      | Garrett Scantling            | USA         | 7,30      | 886    |           | 1821       |
| 15   | B      | Paweł Wiesiołek              | Polen       | 7,27      | 878    |           | 1777       |
| 16   | A      | Lindon Victor                | Grenada     | 7,24      | 871    |           | 1806       |
| 17   | B      | Zach Ziemek                  | USA         | 7,20      | 862    |           | 1825       |
| 18   | A      | Adam Sebastian Helcelet      | Tschechien  | 7,16      | 852    |           | 1699       |
| 19   | A      | Jiří Sýkora                  | Tschechien  | 7,03      | 821    |           | 1642       |
| 19   | B      | Martin Roe                   | Norwegen    | 7,03      | 821    |           | 1713       |
| 21   | A      | Witalij Schuk                | Belarus     | 6,93      | 797    |           | 1649       |
| 22   | B      | Karel Tilga                  | Estland     | 6,77      | 760    |           | 1553       |
| NM   | B      | Thomas Van Der Plaetsen      | Belgien     | ogV       | 000    |           | 0850       |

### Kugelstoßen

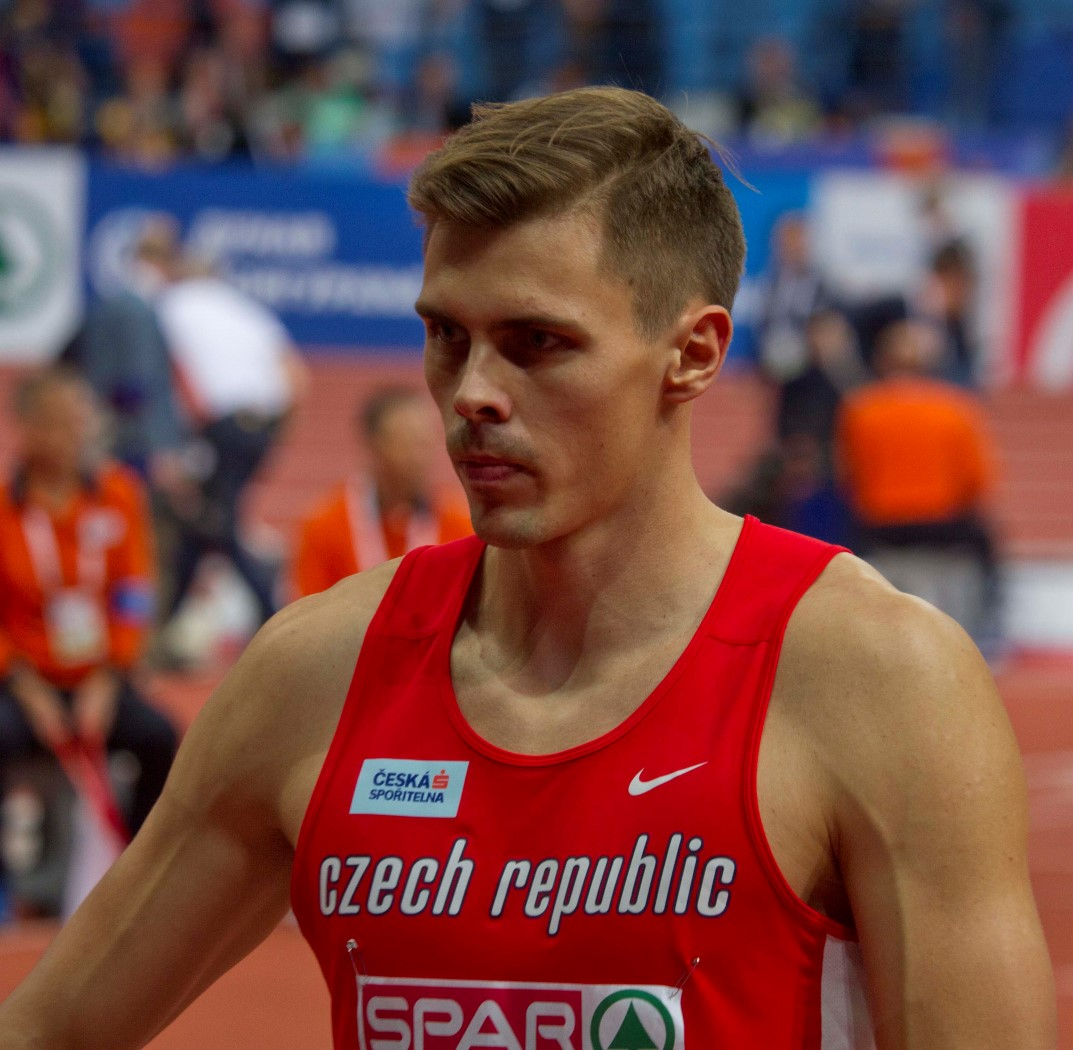
Als siebtbester Kugelstoßer belegte Adam Sebastian Helcelet am Ende des Zehnkampfs den sechzehnten Platz

| Rang | Gruppe | Athlet                       | Nation      | Weite (m) | Punkte | Anmerkung | Ges.-Pkte, |
| ---- | ------ | ---------------------------- | ----------- | --------- | ------ | --------- | ---------- |
| 01   | B      | Witalij Schuk                | Belarus     | 16,23     | 865    |           | 2514       |
| 02   | B      | Garrett Scantling            | USA         | 15,59     | 826    |           | 2647       |
| 03   | B      | Lindon Victor                | Grenada     | 15,39     | 814    |           | 2620       |
| 04   | A      | Pierce LePage                | Kanada      | 15,31     | 809    | PB        | 2773       |
| 05   | B      | Karel Tilga                  | Estland     | 15,25     | 805    |           | 2358       |
| 06   | A      | Kevin Mayer                  | Frankreich  | 15,07     | 794    | SB        | 2662       |
| 07   | B      | Zach Ziemek                  | USA         | 14,99     | 789    | PB        | 2614       |
| 07   | B      | Adam Sebastian Helcelet      | Tschechien  | 14,99     | 789    |           | 2488       |
| 09   | A      | Ilja Jurjewitsch Schkurenjow | ROC         | 14,95     | 787    | PB        | 2620       |
| 10   | B      | Paweł Wiesiołek              | Polen       | 14,90     | 784    | SB        | 2561       |
| 11   | A      | Damian Warner                | Kanada      | 14,80     | 777    | SB        | 2966       |
| 12   | B      | Jiří Sýkora                  | Tschechien  | 14,63     | 767    |           | 2409       |
| 13   | A      | Johannes Erm                 | Estland     | 14,60     | 765    | SB        | 2517       |
| 14   | B      | Niklas Kaul                  | Deutschland | 14,55     | 762    | SB        | 2474       |
| 15   | B      | Ashley Moloney               | Australien  | 14,49     | 758    |           | 2741       |
| 16   | A      | Kai Kazmirek                 | Deutschland | 14,46     | 757    | SB        | 2528       |
| 17   | A      | Steven Bastien               | USA         | 14,40     | 753    |           | 2592       |
| 18   | A      | Felipe dos Santos            | Brasilien   | 14,13     | 736    | SB        | 2597       |
| 19   | B      | Martin Roe                   | Norwegen    | 13,98     | 727    |           | 2440       |
| 19   | A      | Jorge Ureña                  | Spanien     | 13,97     | 727    |           | 2551       |
| 21   | B      | Maicel Uibo                  | Estland     | 13,95     | 725    |           | 2419       |
| 22   | A      | Cedric Dubler                | Australien  | 13,35     | 689    | PB        | 2474       |
| DNS  | A      | Thomas Van Der Plaetsen      | Belgien     |           | 000    |           | 0850       |

### Hochsprung

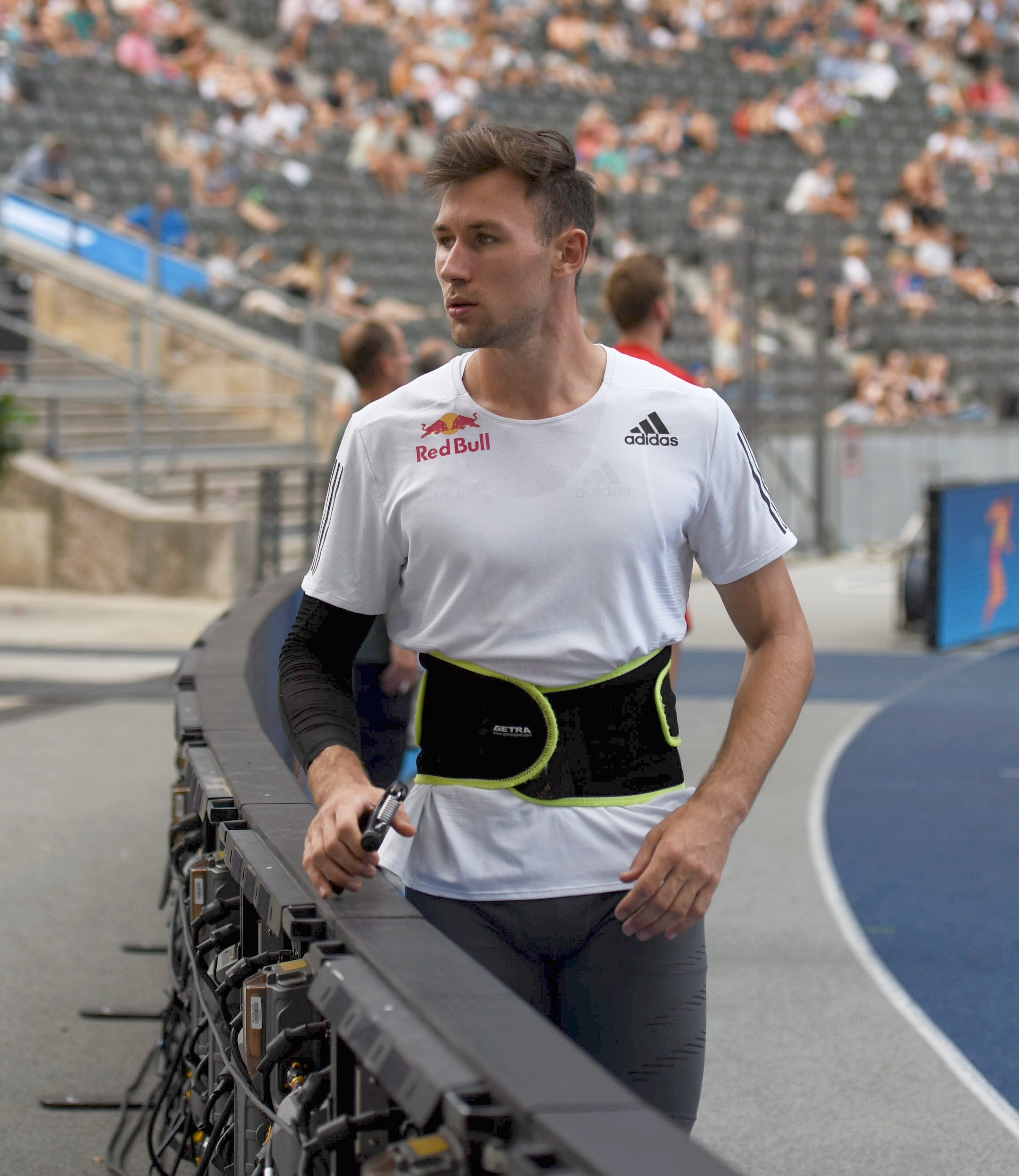
Der amtierende Weltmeister Niklas Kaul – im Hochsprung zusammen mit Ashley Moloney bester Zehnkämpfer – schied in der nächsten Übung, dem 400-Meter-Lauf, verletzungsbedingt aus

| Rang | Gruppe | Athlet                       | Nation      | Höhe (m) | Punkte | Anmerkung | Ges.-Pkte. |
| ---- | ------ | ---------------------------- | ----------- | -------- | ------ | --------- | ---------- |
| 01   | B      | Ashley Moloney               | Australien  | 2,11     | 906    | PB        | 3647       |
| 01   | A      | Niklas Kaul                  | Deutschland | 2,11     | 906    | PB        | 3380       |
| 03   | B      | Kevin Mayer                  | Frankreich  | 2,08     | 878    | SB        | 3540       |
| 04   | A      | Cedric Dubler                | Australien  | 2,05     | 850    |           | 3324       |
| 04   | A      | Zach Ziemek                  | USA         | 2,05     | 850    |           | 3464       |
| 06   | A      | Steven Bastien               | USA         | 2,05     | 850    |           | 3442       |
| 07   | A      | Jorge Ureña                  | Spanien     | 2,05     | 850    | SB        | 3401       |
| 08   | A      | Kai Kazmirek                 | Deutschland | 2,02     | 822    |           | 3350       |
| 08   | A      | Lindon Victor                | Grenada     | 2,02     | 822    |           | 3442       |
| 08   | A      | Damian Warner                | Kanada      | 2,02     | 822    |           | 3788       |
| 11   | B      | Felipe dos Santos            | Brasilien   | 2,02     | 822    | SB        | 3419       |
| 12   | A      | Maicel Uibo                  | Estland     | 2,02     | 822    |           | 3241       |
| 13   | A      | Karel Tilga                  | Estland     | 2,02     | 822    |           | 3180       |
| 14   | B      | Paweł Wiesiołek              | Polen       | 2,02     | 822    | SB        | 3383       |
| 15   | A      | Garrett Scantling            | USA         | 1,99     | 794    |           | 3441       |
| 16   | B      | Pierce LePage                | Kanada      | 1,99     | 794    |           | 3567       |
| 17   | B      | Johannes Erm                 | Estland     | 1,99     | 794    | SB        | 3311       |
| 18   | B      | Ilja Jurjewitsch Schkurenjow | ROC         | 1,99     | 794    |           | 3414       |
| 19   | B      | Witalij Schuk                | Belarus     | 1,96     | 767    |           | 3281       |
| 19   | B      | Adam Sebastian Helcelet      | Tschechien  | 1,96     | 767    |           | 3255       |
| 21   | B      | Martin Roe                   | Norwegen    | 1,96     | 767    | PB        | 3207       |
| 22   | B      | Jiří Sýkora                  | Tschechien  | 1,90     | 714    |           | 3123       |

### 400 m

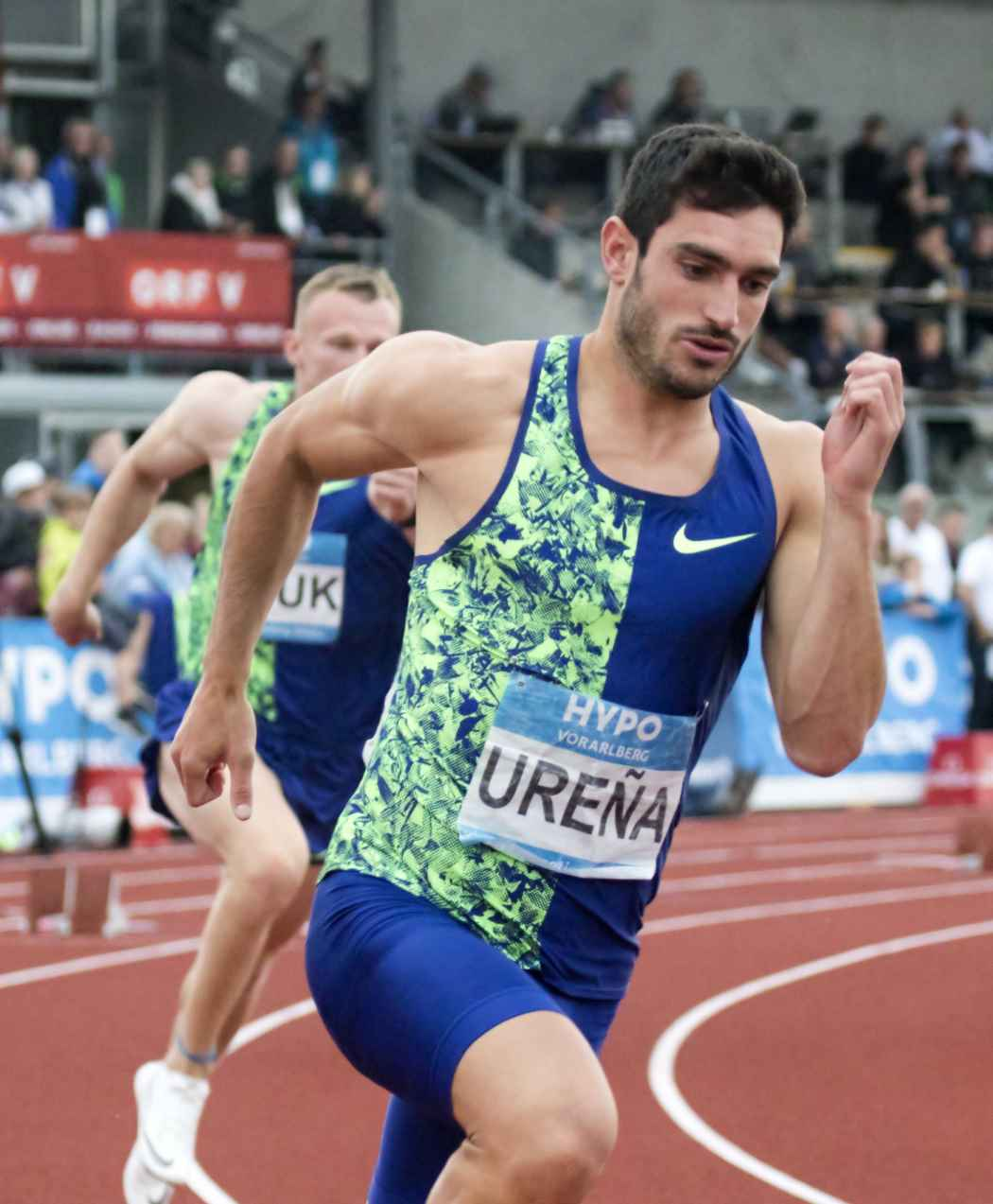
Jorge Ureña erzielte die fünftschnellste 400-Meter-Zeit in diesem Zehnkampf und wurde am Ende Gesamtneunter

| Rang | Lauf | Athlet                       | Nation      | Zeit (s) | Punkte | Anmerkung | Ges.-Pkte. |
| ---- | ---- | ---------------------------- | ----------- | -------- | ------ | --------- | ---------- |
| 01   | 3    | Ashley Moloney               | Australien  | 46,29    | 994    | SB        | 4641       |
| 02   | 3    | Pierce LePage                | Kanada      | 46,92    | 962    | PB        | 4529       |
| 03   | 3    | Damian Warner                | Kanada      | 47,48    | 934    | SB        | 4722       |
| 04   | 3    | Steven Bastien               | USA         | 47,64    | 927    | SB        | 4369       |
| 05   | 2    | Jorge Ureña                  | Spanien     | 48,00    | 909    | PB        | 4310       |
| 06   | 3    | Kai Kazmirek                 | Deutschland | 48,17    | 901    |           | 4251       |
| 07   | 3    | Paweł Wiesiołek              | Polen       | 48,24    | 898    | PB        | 4281       |
| 08   | 1    | Johannes Erm                 | Estland     | 48,25    | 897    | SB        | 4208       |
| 08   | 2    | Garrett Scantling            | USA         | 48,25    | 897    | PB        | 4338       |
| 10   | 2    | Jiří Sýkora                  | Tschechien  | 48,89    | 866    | SB        | 3989       |
| 11   | 2    | Ilja Jurjewitsch Schkurenjow | ROC         | 48,98    | 862    | SB        | 4276       |
| 12   | 3    | Cedric Dubler                | Australien  | 49,02    | 860    |           | 4184       |
| 13   | 1    | Zach Ziemek                  | USA         | 49,06    | 858    | SB        | 4322       |
| 14   | 2    | Lindon Victor                | Grenada     | 49,21    | 851    | SB        | 4293       |
| 15   | 2    | Witalij Schuk                | Belarus     | 49,22    | 851    | SB        | 4132       |
| 16   | 2    | Felipe dos Santos            | Brasilien   | 49,31    | 847    |           | 4266       |
| 17   | 1    | Adam Sebastian Helcelet      | Tschechien  | 49,41    | 842    | SB        | 4097       |
| 18   | 1    | Kevin Mayer                  | Frankreich  | 50,31    | 800    | SB        | 4340       |
| 19   | 2    | Karel Tilga                  | Estland     | 50,48    | 793    |           | 3973       |
| 20   | 1    | Maicel Uibo                  | Estland     | 50,82    | 777    | SB        | 4018       |
| 21   | 1    | Martin Roe                   | Norwegen    | 50,93    | 772    |           | 3979       |
| DNF  | 3    | Niklas Kaul                  | Deutschland |          | 000    |           | 3380       |

### 110 m Hürden

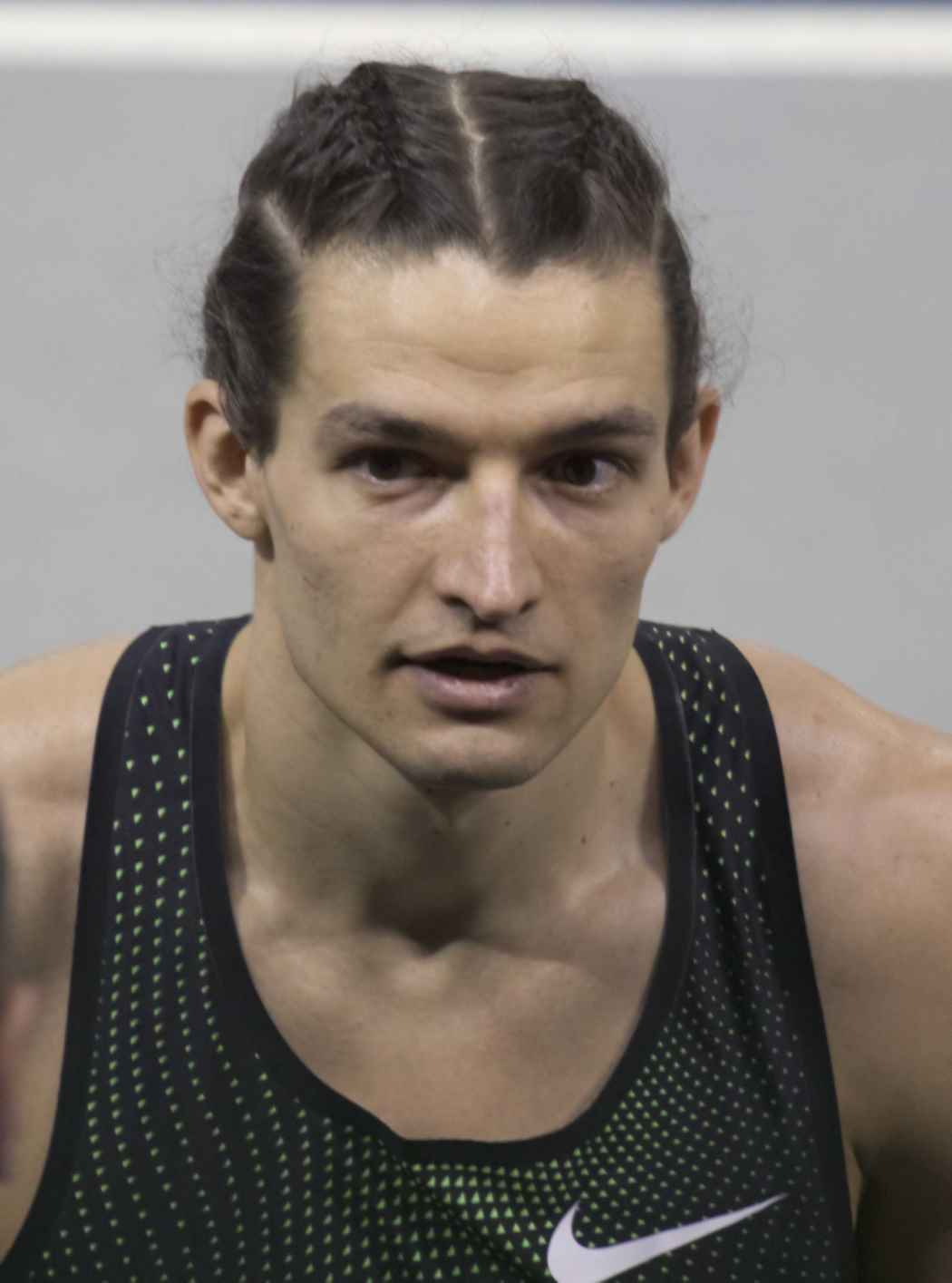
Der in der Gesamtwertung achtplatzierte Ilja Jurjewitsch Schkurenjow war neuntschnellster 110-Meter-Hürdenläufer in diesem Zehnkampf

| Rang | Lauf | Athlet                       | Nation      | Zeit (s) | Punkte | Anmerkung | Ges.-Pkte. |
| ---- | ---- | ---------------------------- | ----------- | -------- | ------ | --------- | ---------- |
| 01   | 3    | Damian Warner                | Kanada      | 13,46    | 1045   | ODB       | 5767       |
| 02   | 1    | Kevin Mayer                  | Frankreich  | 13,90    | 987    | SB        | 5327       |
| 03   | 3    | Garrett Scantling            | USA         | 14,03    | 971    |           | 5309       |
| 04   | 3    | Ashley Moloney               | Australien  | 14,08    | 964    | PB        | 5605       |
| 05   | 3    | Jorge Ureña                  | Spanien     | 14,13    | 958    |           | 5268       |
| 06   | 2    | Adam Sebastian Helcelet      | Tschechien  | 14,35    | 930    |           | 5027       |
| 07   | 3    | Pierce Lepage                | Kanada      | 14,39    | 925    |           | 5454       |
| 08   | 3    | Steve Bastien                | USA         | 14,42    | 921    |           | 5290       |
| 09   | 2    | Ilja Jurjewitsch Schkurenjow | ROC         | 14,43    | 920    |           | 5296       |
| 10   | 2    | Jiří Sýkora                  | Tschechien  | 14,48    | 913    | SB        | 4902       |
| 11   | 1    | Zach Ziemek                  | USA         | 14,51    | 910    | SB        | 5232       |
| 12   | 1    | Johannes Erm                 | Estland     | 14,55    | 905    | SB        | 5113       |
| 13   | 3    | Felipe dos Santos            | Brasilien   | 14,58    | 901    |           | 5167       |
| 14   | 2    | Kai Kazmirek                 | Deutschland | 14,73    | 882    |           | 5133       |
| 15   | 1    | Lindon Victor                | Grenada     | 14,83    | 870    | SB        | 5163       |
| 15   | 2    | Maicel Uibo                  | Estland     | 14,83    | 870    |           | 4888       |
| 17   | 2    | Paweł Wiesiołek              | Polen       | 14,95    | 856    |           | 5137       |
| 17   | 2    | Witalij Schuk                | Belarus     | 14,95    | 856    |           | 4988       |
| 19   | 3    | Cedric Dubler                | Australien  | 15,10    | 837    |           | 5021       |
| 20   | 1    | Martin Roe                   | Norwegen    | 15,47    | 794    |           | 4773       |
| 21   | 1    | Karel Tilga                  | Estland     | 16,10    | 722    |           | 4695       |
| DNS  | 2    | Niklas Kaul                  | Deutschland |          | 000    |           | 3380       |

### Diskuswurf

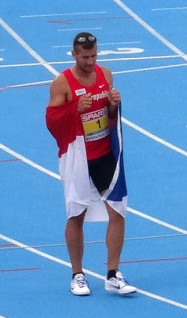
Jiří Sýkora erzielte mit fast fünfzig Metern die größte Weite im Diskuswurf und belegte in der Gesamtwertung den siebzehnten Platz

| Rang | Gruppe | Athlet                       | Nation      | Weite (m) | Punkte | Anmerkung | Ges.-Pkte. |
| ---- | ------ | ---------------------------- | ----------- | --------- | ------ | --------- | ---------- |
| 01   | B      | Jiří Sýkora                  | Tschechien  | 49,90     | 868    |           | 5770       |
| 02   | B      | Lindon Victor                | Grenada     | 49,75     | 865    |           | 6028       |
| 03   | B      | Damian Warner                | Kanada      | 48,67     | 843    |           | 6610       |
| 04   | B      | Martin Roe                   | Norwegen    | 48,37     | 836    | SB        | 5609       |
| 05   | B      | Paweł Wiesiołek              | Polen       | 48,27     | 834    | SB        | 5971       |
| 06   | B      | Kevin Mayer                  | Frankreich  | 48,08     | 830    |           | 6157       |
| 07   | B      | Pierce Lepage                | Kanada      | 47,14     | 811    |           | 6265       |
| 08   | A      | Ilja Jurjewitsch Schkurenjow | ROC         | 47,02     | 809    | SB        | 6005       |
| 09   | A      | Witalij Schuk                | Belarus     | 47,01     | 808    | SB        | 5796       |
| 10   | B      | Maicel Uibo                  | Estland     | 46,38     | 795    |           | 5683       |
| 11   | A      | Johannes Erm                 | Estland     | 45,72     | 782    | SB        | 5895       |
| 12   | B      | Garrett Scantling            | USA         | 45,46     | 776    |           | 6085       |
| 13   | B      | Adam Sebastian Helcelet      | Tschechien  | 45,40     | 775    |           | 5802       |
| 14   | A      | Zach Ziemek                  | USA         | 44,87     | 764    |           | 5996       |
| 15   | A      | Ashley Moloney               | Australien  | 44,38     | 754    |           | 6359       |
| 16   | A      | Jorge Ureña                  | Spanien     | 43,70     | 740    | PB        | 6008       |
| 17   | A      | Cedric Dubler                | Australien  | 43,31     | 732    |           | 5753       |
| 18   | A      | Kai Kazmirek                 | Deutschland | 42,70     | 720    |           | 5853       |
| 19   | B      | Karel Tilga                  | Estland     | 41,31     | 691    |           | 5386       |
| 20   | A      | Steve Bastien                | USA         | 40,77     | 680    |           | 5970       |
| 21   | A      | Felipe dos Santos            | Brasilien   | 39,91     | 663    |           | 5830       |

### Stabhochsprung

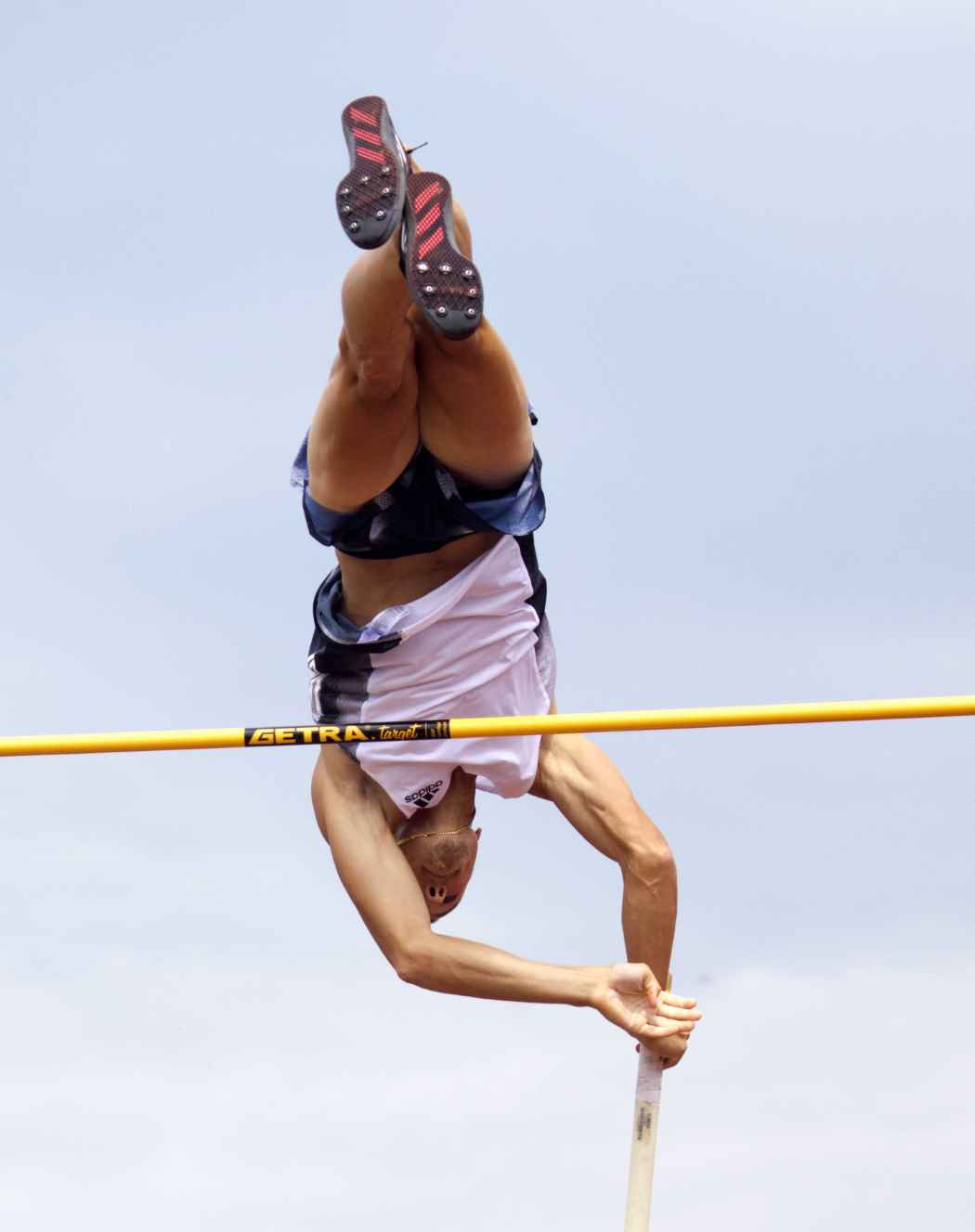
Maicel Uibo, in der Gesamtwertung auf Rang fünfzehn, war mit 5,30 m der eindeutig beste Stabhochspringer dieser Konkurrenz

| Rang | Gruppe | Athlet                       | Nation      | Höhe (m) | Punkte | Anmerkung | Ges.-Pkte. |
| ---- | ------ | ---------------------------- | ----------- | -------- | ------ | --------- | ---------- |
| 01   | B      | Maicel Uibo                  | Estland     | 5,50     | 1067   | PB        | 6750       |
| 02   | B      | Zach Ziemek                  | USA         | 5,30     | 1004   |           | 7000       |
| 03   | B      | Kevin Mayer                  | Frankreich  | 5,20     | 972    | SB        | 7129       |
| 04   | A      | Witalij Schuk                | Belarus     | 5,10     | 941    | PB        | 6737       |
| 05   | B      | Garrett Scantling            | USA         | 5,10     | 941    |           | 7026       |
| 05   | B      | Ilja Jurjewitsch Schkurenjow | ROC         | 5,10     | 941    | SB        | 6946       |
| 07   | B      | Ashley Moloney               | Australien  | 5,00     | 910    |           | 7269       |
| 08   | B      | Pierce Lepage                | Kanada      | 5,00     | 910    |           | 7175       |
| 09   | A      | Jorge Ureña                  | Spanien     | 4,90     | 880    | SB        | 6888       |
| 10   | A      | Lindon Victor                | Grenada     | 4,90     | 880    |           | 6908       |
| 11   | A      | Damian Warner                | Kanada      | 4,90     | 880    | PB        | 7490       |
| 12   | B      | Kai Kazmirek                 | Deutschland | 4,80     | 849    |           | 6702       |
| 12   | B      | Paweł Wiesiołek              | Polen       | 4,80     | 849    |           | 6820       |
| 14   | A      | Martin Roe                   | Norwegen    | 4,80     | 849    |           | 6458       |
| 15   | A      | Johannes Erm                 | Estland     | 4,80     | 849    | SB        | 6744       |
| 16   | B      | Felipe dos Santos            | Brasilien   | 4,60     | 790    |           | 6620       |
| 17   | A      | Steve Bastien                | USA         | 4,60     | 790    |           | 6560       |
| 17   | A      | Jiří Sýkora                  | Tschechien  | 4,60     | 790    |           | 6760       |
| 19   | A      | Adam Sebastian Helcelet      | Tschechien  | 4,60     | 790    |           | 6592       |
| NM   | B      | Cedric Dubler                | Australien  | ogV      | 000    |           | 5753       |
| NM   | A      | Karel Tilga                  | Estland     | ogV      | 000    |           | 5386       |

### Speerwurf

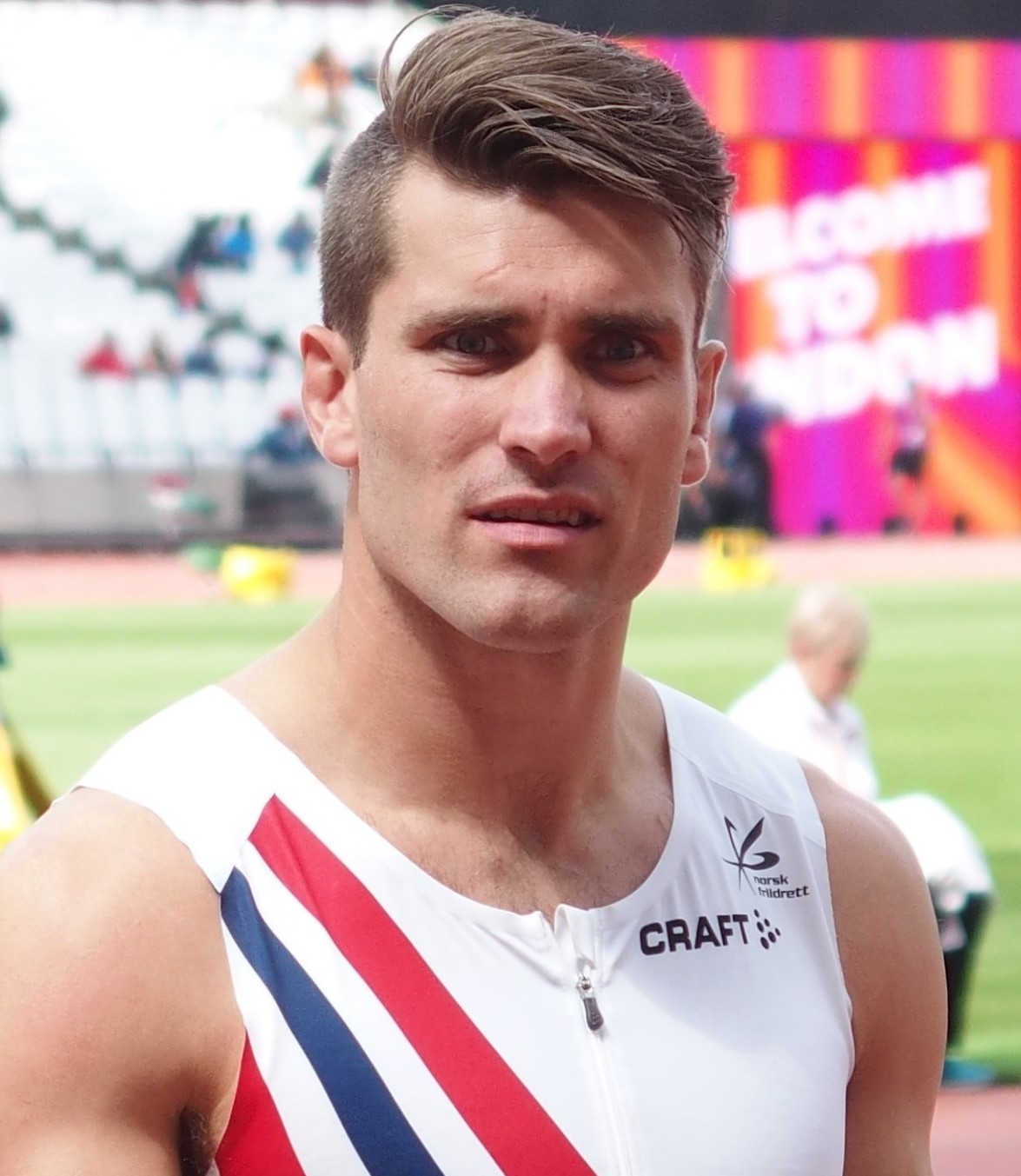
Martin Roe – achtbester Speerwerfer und Gesamtneunzehnter

| Rang | Gruppe | Athlet                       | Nation      | Weite (m) | Punkte | Anmerkung | Ges.-Pkte. |
| ---- | ------ | ---------------------------- | ----------- | --------- | ------ | --------- | ---------- |
| 01   | A      | Karel Tilga                  | Estland     | 73,36     | 941    | PB        | 6327       |
| 02   | B      | Kevin Mayer                  | Frankreich  | 73,09     | 937    | PB        | 8066       |
| 03   | B      | Lindon Victor                | Grenada     | 71,56     | 913    | PB        | 7821       |
| 04   | B      | Garrett Scantling            | USA         | 69,10     | 876    | SB        | 7902       |
| 05   | A      | Kai Kazmirek                 | Deutschland | 63,76     | 795    | SB        | 7497       |
| 06   | A      | Jiří Sýkora                  | Tschechien  | 63,73     | 794    |           | 7354       |
| 07   | B      | Damian Warner                | Kanada      | 63,44     | 790    | SB        | 8280       |
| 08   | A      | Martin Roe                   | Norwegen    | 62,28     | 772    |           | 7230       |
| 09   | A      | Adam Sebastian Helcelet      | Tschechien  | 61,54     | 761    |           | 7353       |
| 10   | B      | Ilja Jurjewitsch Schkurenjow | ROC         | 60,95     | 752    | SB        | 7698       |
| 11   | B      | Zach Ziemek                  | USA         | 60,44     | 744    | SB        | 7744       |
| 12   | B      | Witalij Schuk                | Belarus     | 59,49     | 730    |           | 7467       |
| 13   | A      | Cedric Dubler                | Australien  | 58,52     | 716    | SB        | 6469       |
| 14   | B      | Johannes Erm                 | Estland     | 58,41     | 714    | SB        | 7458       |
| 15   | A      | Steve Bastien                | USA         | 58,21     | 711    |           | 7471       |
| 16   | A      | Pierce Lepage                | Kanada      | 57,24     | 696    | SB        | 7871       |
| 17   | A      | Ashley Moloney               | Australien  | 57,12     | 695    | SB        | 7964       |
| 18   | B      | Jorge Ureña                  | Spanien     | 55,82     | 675    |           | 7563       |
| 19   | A      | Felipe dos Santos            | Brasilien   | 54,56     | 656    |           | 7276       |
| 20   | A      | Paweł Wiesiołek              | Polen       | 51,60     | 612    |           | 7432       |
| 21   | B      | Maicel Uibo                  | Estland     | 50,64     | 598    |           | 7348       |

### 1500 m

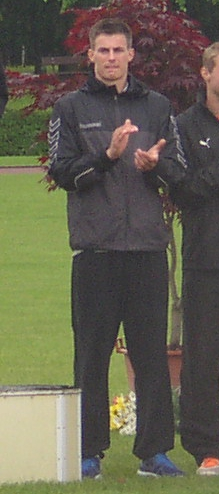
Der viertschnellste 1500-Meter-Läufer Paweł Wiesiołek belegte in der Gesamtwertung den zwölften Rang

| Rang | Athlet                       | Nation      | Zeit (min) | Punkte | Anmerkung |
| ---- | ---------------------------- | ----------- | ---------- | ------ | --------- |
| 01   | Steve Bastien                | USA         | 4:26,95    | 765    |           |
| 02   | Jorge Ureña                  | Spanien     | 4:27,82    | 759    | SB        |
| 03   | Johannes Erm                 | Estland     | 4:28,42    | 755    | PB        |
| 04   | Paweł Wiesiołek              | Polen       | 4:30,02    | 744    |           |
| 05   | Damian Warner                | Kanada      | 4:31,08    | 738    |           |
| 06   | Pierce Lepage                | Kanada      | 4:31,85    | 733    | PB        |
| 07   | Ilja Jurjewitsch Schkurenjow | ROC         | 4:34,62    | 715    |           |
| 08   | Garrett Scantling            | USA         | 4:35,54    | 709    | PB        |
| 09   | Karel Tilga                  | Estland     | 4:38,24    | 691    |           |
| 10   | Zach Ziemek                  | USA         | 4:38,38    | 691    | PB        |
| 11   | Maicel Uibo                  | Estland     | 4:38,64    | 689    |           |
| 12   | Ashley Moloney               | Australien  | 4:39,19    | 685    | PB        |
| 13   | Witalij Schuk                | Belarus     | 4:42,57    | 664    |           |
| 14   | Kevin Mayer                  | Frankreich  | 4:43,17    | 660    | SB        |
| 15   | Adam Sebastian Helcelet      | Tschechien  | 4:44,74    | 651    | SB        |
| 16   | Martin Roe                   | Norwegen    | 4:47,58    | 633    |           |
| 17   | Kai Kazmirek                 | Deutschland | 4:48,30    | 629    |           |
| 18   | Felipe dos Santos            | Brasilien   | 4:52,40    | 604    |           |
| 19   | Lindon Victor                | Grenada     | 4:54,32    | 593    | SB        |
| 20   | Jiří Sýkora                  | Tschechien  | 4:54,97    | 589    |           |
| 21   | Cedric Dubler                | Australien  | 5:03,69    | 539    |           |

## Endergebnis

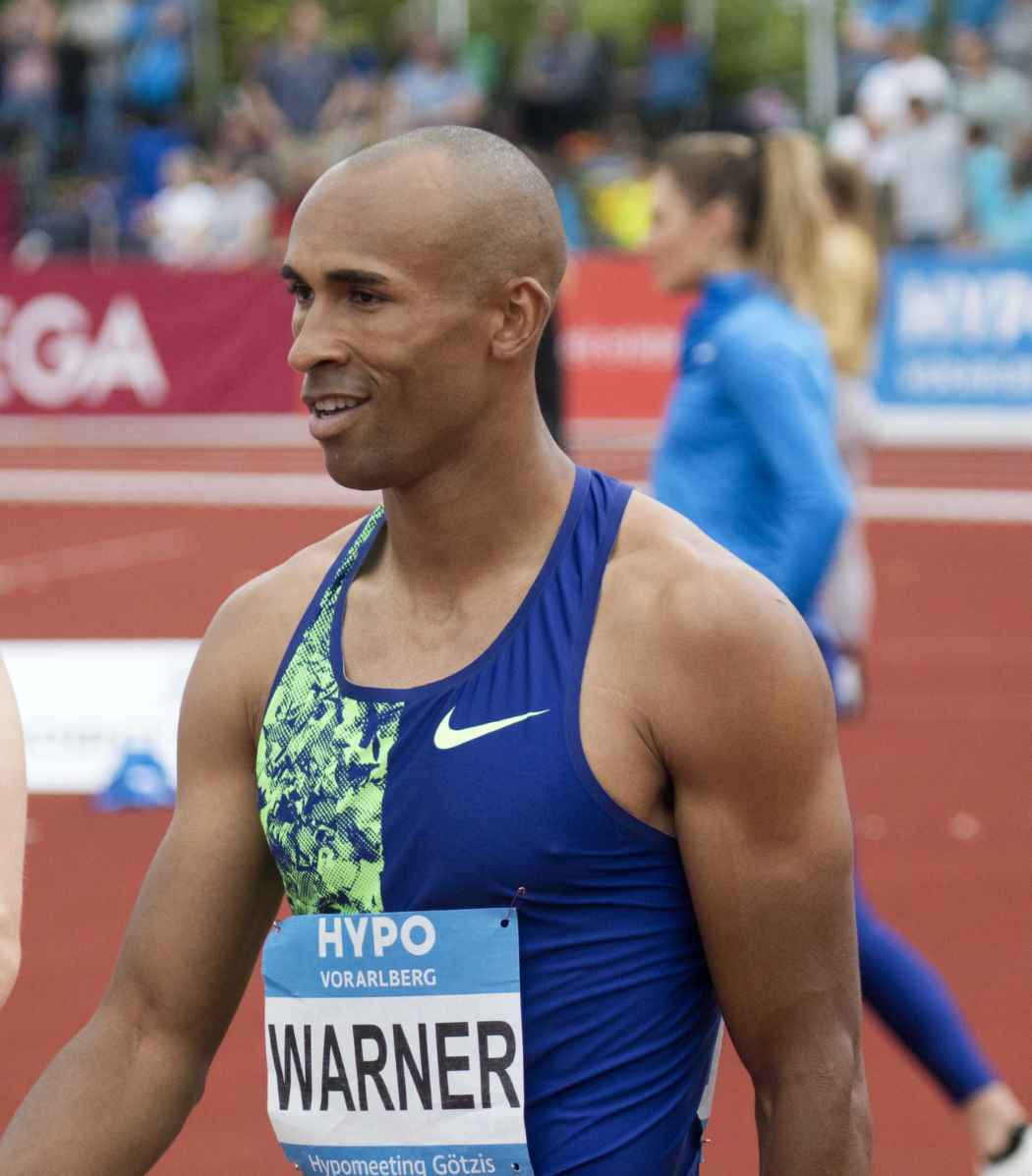
Damian Warner übertraf bei seinem Sieg als erster Zehnkämpfer bei Olympischen Spielen die Marke von 9000 Punkten

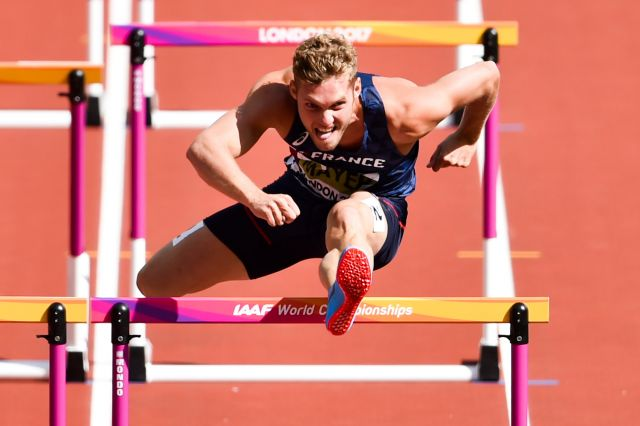
Silbermedaillengewinner Kevin Mayer

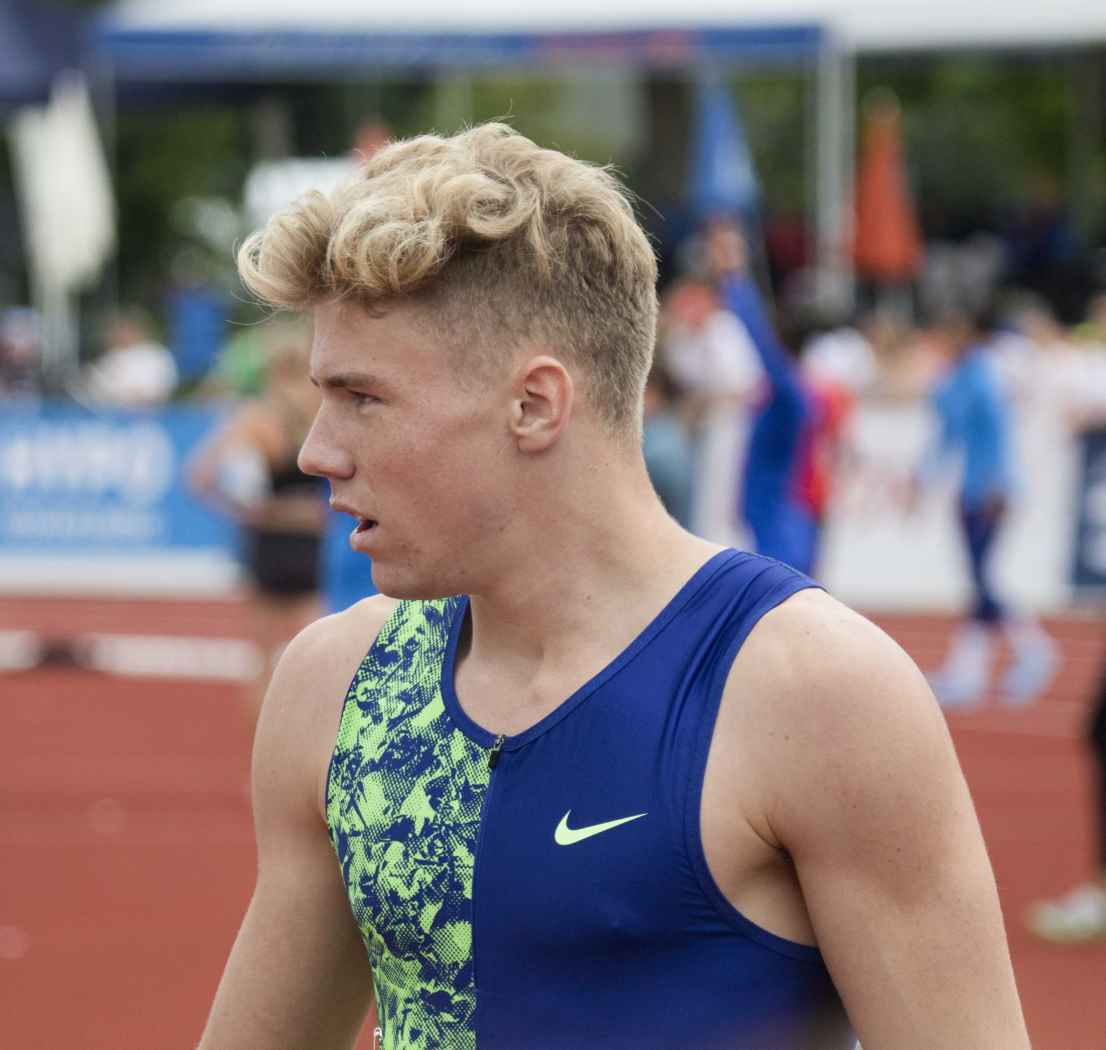
Ashley Moloney gewann Bronze mit neuem Ozeanienrekord

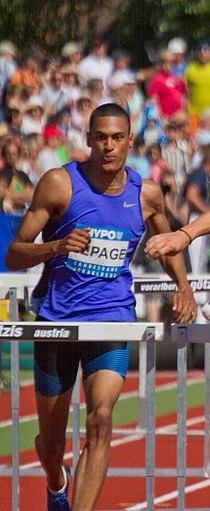
Der fünftplatzierte Pierce Lepage

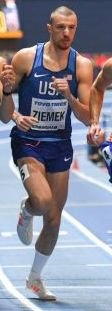
Rang sechs für Zach Ziemek

4./5. August 2021
| Rang | Athlet                       | Nation      | Punkte | Anmerkung |
| ---- | ---------------------------- | ----------- | ------ | --------- |
| 01   | Damian Warner                | Kanada      | 9018   | OR/NR     |
| 02   | Kevin Mayer                  | Frankreich  | 8726   | SB        |
| 03   | Ashley Moloney               | Australien  | 8649   | OZ        |
| 04   | Garrett Scantling            | USA         | 8611   |           |
| 05   | Pierce LePage                | Kanada      | 8604   | PB        |
| 06   | Zach Ziemek                  | USA         | 8435   |           |
| 07   | Lindon Victor                | Grenada     | 8414   | SB        |
| 08   | Ilja Jurjewitsch Schkurenjow | ROC         | 8413   | SB        |
| 09   | Jorge Ureña                  | Spanien     | 8322   | PB        |
| 10   | Steven Bastien               | USA         | 8236   |           |
| 11   | Johannes Erm                 | Estland     | 8213   | SB        |
| 12   | Paweł Wiesiołek              | Polen       | 8176   |           |
| 13   | Witalij Schuk                | Belarus     | 8131   |           |
| 14   | Kai Kazmirek                 | Deutschland | 8126   |           |
| 15   | Maicel Uibo                  | Estland     | 8037   |           |
| 16   | Adam Sebastian Helcelet      | Tschechien  | 8004   |           |
| 17   | Jiří Sýkora                  | Tschechien  | 7943   |           |
| 18   | Felipe dos Santos            | Brasilien   | 7880   |           |
| 19   | Martin Roe                   | Norwegen    | 7863   |           |
| 20   | Karel Tilga                  | Estland     | 7018   |           |
| 21   | Cedric Dubler                | Australien  | 7008   |           |
| DNF  | Niklas Kaul                  | Deutschland | 3380   |           |
| DNF  | Thomas Van Der Plaetsen      | Belgien     | 0850   |           |

## Wettbewerbsverlauf
Gleich in der ersten Disziplin gab es zwei besonders gute Leistungen. Der mitfavorisierte Kanadier Damian Warner legte mit 10,12 s die schnellste je in einem Zehnkampf über 100 Meter erzielte Zeit vor. Nur eine Zehntelsekunde langsamer war der Australier Ashley Moloney. Diese beiden lagen jetzt mit 1066 bzw. 1013 Punkten deutlich vorn. Es folgten der Kanadier Pierce Lepage (10,43 s, 992 P) und der US-Amerikaner Zach Ziemek (10,55 s, 963 P). Der französische Weltrekordhalter Kevin Mayer lief mit 10,68 s (933 P) die neuntschnellste Zeit. Der Deutsche Niklas Kaul – nach Verletzungsproblemen längst nicht so stark einzuschätzen wie bei seinem 2019
WM-Titelgewinn 2019 – startete mit 11,22 s (812 P) in den Wettbewerb. Der Sprint gehörte nicht zu seinen Stärken, aber diese Zeit war auch für ihn nicht gut.
Im Weitsprung, der zweiten Übung, knüpfte Warner an das Ergebnis aus dem 100-Meter-Lauf an. Er erzielte 8,24 m eine Weite die nie zuvor ein Zehnkämpfer bei Olympischen Spielen gesprungen war. Damit lag er weit vor seinen Konkurrenten. Lepage kam als Zweitbester hier auf 7,65 m, Moloney auf 7,64 m. Dann folgten Ilja Jurjewitsch Schkurenjow, der als Athlet des Russischen Olympischen Komitees startete, mit 7,59 m, Mayer (7,50 m) und der Deutsche Kai Kazmirek (7,48 m). Kauls 7,36 m waren deutlich zu wenig, um auch angesichts seines starken zweiten Tags eventuell weiter vorn noch mitzumischen. Warner führte jetzt mit 2189 Punkten, womit er bereits mehr als zweihundert Punkte vor dem zweitplatzierten Moloney (1983 P) lag. Lepage folgte mit 1964 P vor Mayer (1868 P).
Die dritte Disziplin, das Kugelstoßen, war eine Angelegenheit für den Belarussen Witalij Schuk, der mit 16,23 m als einziger Teilnehmer weiter als sechzehn Meter stieß. Mit dem US-Amerikaner Garrett Scantling (15,59 m), Lindon Victor aus Grenada (15,39 m), Lepage (15,31 m), dem Esten Karel Tilga (15,25 m) und Mayer (15,07 m) übertrafen weitere fünf Athleten die Marke von fünfzehn Metern. Der führende Warner (14,80 m) lag nicht allzu weit zurück. Moloney erzielte mit 14,49 m eine Weite im Rahmen seiner Möglichkeiten. In der Zwischenwertung blieb Warner mit 2966 weiter deutlich vorn. Lepage hatte als Zweiter 2773 P auf seinem Konto. Moloney war jetzt Dritter mit 2741 P vor Mayer (2662 P), Scantling (2647 P) , Victor (2620 P) und Schkurenjow (ebenfalls 2620 P).
Im nun folgenden Hochsprung zeigte Kaul, dass er nicht alles verlernt hatte. Er und Moloney waren hier mit jeweils 2,11 m vorn. Die Abstände waren eng. Mayer gelangen 2,08 m, der Australier Cedric Dubler, Ziemek, der US-Amerikaner Steve Bastien und der Spanier Jorge Ureña meisterten 2,05 m. Es folgten sieben weitere Athleten mit 2,02 m, darunter Warner, Victor und Kazmirek. Der nun wieder zweitplatzierte Moloney war damit etwas näher an Warner herangekommen. Der Kanadier führte jetzt mit 3788 Punkten, Moloney hatte 3647 Punkte auf seinem Konto. Weiter gut im Rennen lagen Lepage mit 3567 P und Mayer (3540 P).
Zum Abschluss des ersten Tages stand der 400-Meter-Lauf auf dem Programm. Hier gab es hervorragende Zeiten. Als Schnellster lief Moloney 46,29 s. Auch Lepage blieb mit 46,92 s noch unter 47 Sekunden. Warner (47,48 s) und Bastien (47,64 s) unterboten die 48-Sekunden-Marke. Weitere sieben Zehnkämpfer liefen zwischen 48 und 49 Sekunden. Mayer fiel mit seinen 50,31 s deutlich zurück. Kaul versuchte sich hier noch einmal, musste jedoch aufgrund seiner Verletzung das Rennen abbrechen und beendete anschließend seinen Wettkampf. Warner, der jetzt 4722 Punkte aufzuweisen hatte, lag noch 81 Punkte vor Moloney (4641 P). Dahinter hatten sich die Abstände vergrößert. Lepage folgte als Dritter mit 4529 P vor Bastien (4369 P). Knapp dahinter lagen Mayer (Fünfter mit 4340 P) und Scantling (4338 P). Auch der siebtplatzierte Ziemek (4322 P) und Ureña (4310 P) hatten mehr als 4300 am ersten Tag erzielt.
Den zweiten Tag begann Warner im 110-Meter-Hürdenlauf wieder in Hochform. 13,46 s erzielte er und war damit um fast eine halbe Sekunde schneller als Mayer, der mit 13,90 s die zweitschnellste Zeit lief. Dahinter folgten Scantling (14,03 s), Moloney (14,08 s) und Ureña (14,13 s). Lepage und Bastien konnten hier mit ihren 14,39 s und 14,42 s nicht ganz mithalten und fielen zurück. Warner (5767 P) hatte jetzt wieder mehr als 150 P Vorsprung vor dem weiterhin zweitplatzierten Moloney (5605 P). Lepage lag mit seinen 5454 P auf Rang drei vor Mayer mit 5327 P und Scantling (5309 P).
Bester Diskuswerfer war der Tscheche Jiří Sýkora mit 49,90 m vor Victor (49,75 m). Dann folgte schon Warner, dem 48,67 m gelangen. Die Abstände waren eng, Mayer erzielte mit 48,08 m die sechstbeste Weite. Dagegen verloren Scantling (45,46 m), Ziemek (44,87 m) und vor allem Moloney (44,38 m) hier deutlich an Boden. Warner lag mit 6610 P klarer vorn als je zuvor in diesem Zehnkampf. Moloneys Rückstand betrug jetzt 261 Punkte. Dahinter folgten Lepage (weitere 94 P zurück), Mayer (453 P hinter dem Spitzenreiter), Scantling (525 P zurück), und Victor (582 P zurück).
Der Stabhochsprung als achte Disziplin führt immer wieder zu entscheidenden Veränderungen in Zehnkämpfen, weil größere Leistungsunterschiede auftreten oder es zu nicht bewältigten Anfangshöhen kommt. Das war hier in Tokio nicht der Fall. Der Este Maicel Uibo erzielte mit 5,50 m die beste Leistung. Der zuvor Gesamtneunte Ziemek brachte sich mit seinen 5,30 m als zweitbester Stabhochspringer zurück in die Reihe der besten sechs Zehnkämpfer. Mayer erzielte 5,20 m und war damit im Medaillenrennen voll dabei. Schuk, Scantling und Schkurenjow meisterten jeweils 5,10 m, Moloney und Lepage übersprangen genau fünf Meter. Ureña, Victor und Warner folgten mit 4,90 m. Die Reihenfolge der ersten sechs in der Zwischenwertung lautete nun Warner (7490 P), Moloney (7269 P), Lepage (7175 P), Mayer (7129 P), Scantling (7026 P) und Ziemek (7000 P).
Die Speerwurfleistungen der vorne platzierten Athleten lagen weiter auseinander als in den meisten anderen Disziplinen, sodass es Verschiebungen in der Gesamtwertung gab. Tilga – schon im Kugelstoßen weit vorne dabei – warf mit 73,38 m am weitesten. Mayer lag mit seinen 73,09 m nur knapp dahinter und errang damit entscheidende Punkte im Kampf um die Medaillen. Victor brachte sich mit 71,56 m wieder weiter nach vorne. Auch Scantlings 69,10 m waren eine starke Leistung. Dahinter gab es eine etwas größere Lücke. Kazmirek (63,76 m), Sýkora (63,73 m) und Warner (63,44 m) rangierten auf den nächsten Plätzen, während Ziemek (60,44 m) und vor allem Lepage (57,24 m) viele Punkte einbüßten.
Vor der letzten Übung hatte Warner mit seinen 8280 weiterhin mehr als zweihundert Punkte Vorsprung. Mayer war nun Zweiter mit 8066 P vor Moloney mit 7964 P. Es folgten Scantling (7902 P), Lepage (7871 P), Victor (7821 P) und Ziemek (7744 P). Dem guten 1500-Meter-Läufer Warner würde der Olympiasieg kaum noch zu nehmen sein. Auch Mayer hatte mehr als einhundert Punkte Vorsprung und sollte somit Silber ziemlich sicher haben. Dahinter waren die Abstände geringer. Scantling hätte mit einem starken 1500-m-Ergebnis vielleicht noch die Chance, dem bislang drittplatzierten Moloney Bronze zu nehmen. Für den noch weiter zurückliegenden Lepage waren die Medaillenaussichten nicht mehr gut.
Schnellster Läufer über 1500 Meter war Bastien, der 4:26,95 min erzielte. Auch Ureña (4:27,82 min) und der Este Johannes Erm (4:28,42 min) blieben unter 4:30 Minuten. Ganz souverän brachte Warner seinen Wettkampf zu Ende. In 4:31,08 min lief er hinter dem Polen Paweł Wiesiołek (4:30,02 min) die fünftschnellste Zeit. Im Kampf um Bronze gab es für Scantling mit 4:35,54 min, Lepage (4:31,85 min) und Moloney (4:39,19 min) jeweils persönliche Bestleistungen, die jedoch die Reihenfolge nicht mehr veränderten. Mayer reichten seine 4:43,17 min, um Rang zwei zu verteidigen.
Damian Warner übertraf mit seiner Gesamtpunktzahl von 9018 Punkten als erster Zehnkämpfer bei Olympischen Spielen die Marke von 9000 Punkten. Gleichzeitig stellte er damit einen neuen kanadischen Landesrekord auf. Kevin Mayer gewann mit 8726 Punkten die Silbermedaille und lag damit 77 Punkte vor Ashley Moloney, der mit 8649 Punkten einen neuen Ozeanienrekord aufstellte. Nur um 38 Punkte von einer Medaille entfernt belegte Garrett Scantling mit 8611 Punkten Rang vier. Lediglich sieben weitere Punkte dahinter kam Pierce Lepage (8604 P) auf den fünften Platz. Dann gab es eine Lücke zum sechstplatzierten Zach Ziemek (8435 P). Ebenfalls mehr als 8400 Punkte erreichten Lindon Victor als Siebter (8414 P) und Ilja Jurjewitsch Schkurenjow (8413 P).

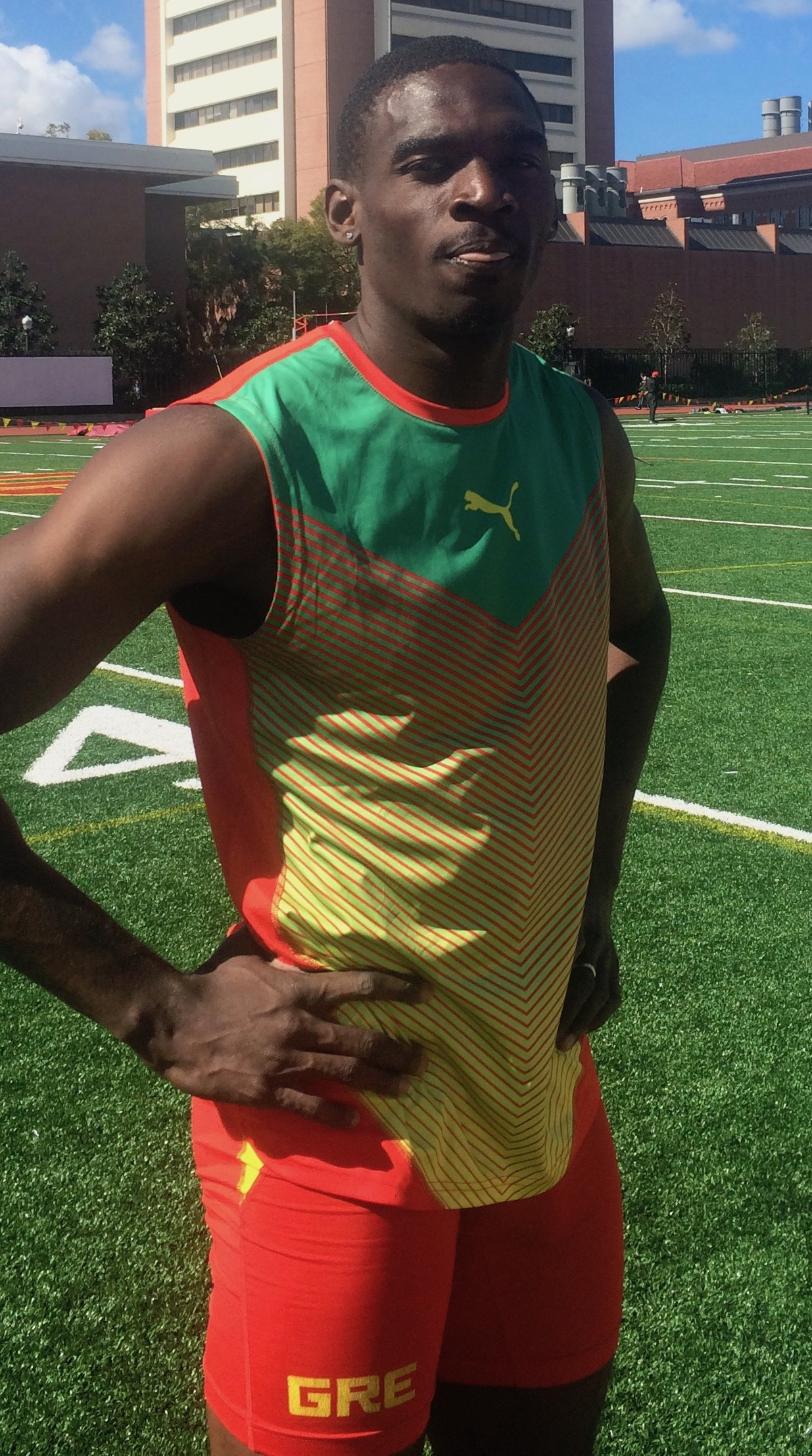
Lindon Victor belegte Rang sieben
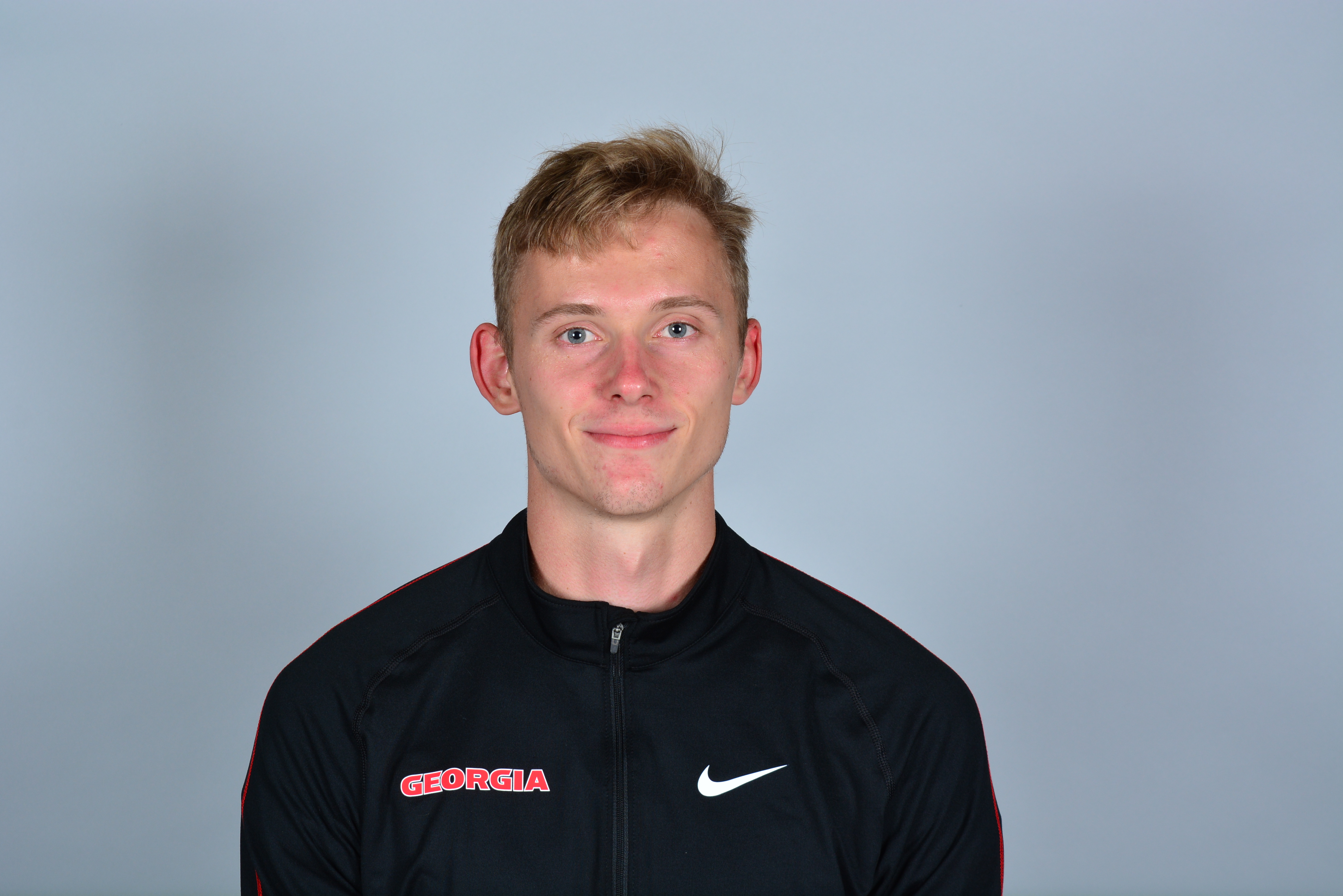
Johannes Erm kam auf den elften Platz
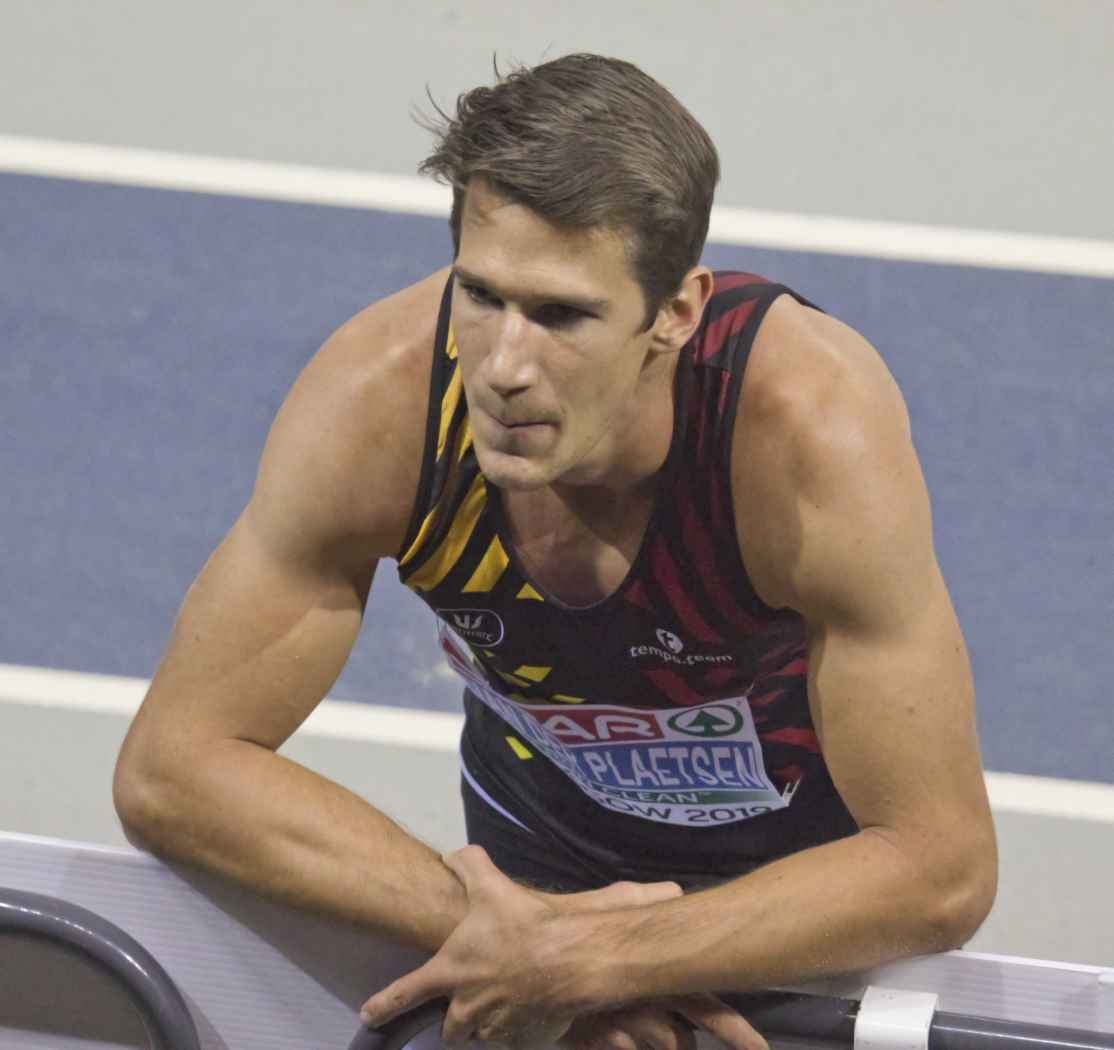
Thomas Van Der Plaetsen blieb in der zweiten Disziplin, dem Weitsprung, ohne gültigen Versuch und beendete anschließend seinen Wettkampf

## Videolinks
- Decathlon Olympic RECORD for Damian Warner!, Tokyo Replays, youtube.com, abgerufen am 28. Mai 2022
- 1500M - Men's Decathlon - Athletics, Highlights, Olympic Games - Tokyo 2020, youtube.com, abgerufen am 28. Mai 2022